# Ronde van Italië 2020/Elfde etappe
De elfde etappe van de Ronde van Italië 2020 werd verreden op 14 oktober tussen Porto Sant'Elpidio en Rimini. 
| Porto Sant'Elpidio – Rimini (182,0 km) |                    |                        |          |
| Plaats                                 | Naam               | Ploeg                  | Tijd     |
| 1                                      | Arnaud Démare      | Groupama-FDJ           | 4u03'52" |
| 2                                      | Peter Sagan        | BORA-hansgrohe         | z.t.     |
| 3                                      | Álvaro Hodeg       | Deceuninck–Quick-Step  | z.t.     |
| 4                                      | Simone Consonni    | Cofidis                | z.t.     |
| 5                                      | Rick Zabel         | Israel Start-Up Nation | z.t.     |
| 6                                      | Nico Denz          | Team Sunweb            | z.t.     |
| 7                                      | Fernando Gaviria   | UAE Team Emirates      | z.t.     |
| 8                                      | Stefano Oldani     | Lotto Soudal           | z.t.     |
| 9                                      | Jacopo Mosca       | Trek-Segafredo         | z.t.     |
| 10                                     | Elia Viviani       | Cofidis                | z.t.     |
|                                        |                    |                        |          |
| 16                                     | Wilco Kelderman    | Team Sunweb            | z.t.     |
| 24                                     | Victor Campenaerts | NTT Pro Cycling        | z.t.     |

| Algemeen klassement |                     |                       |           |
| Plaats              | Naam                | Ploeg                 | Tijd      |
| Roze trui           | João Almeida        | Deceuninck–Quick-Step | 39u38'05" |
| 2                   | Wilco Kelderman     | Team Sunweb           | + 34"     |
| 3                   | Peio Bilbao         | Bahrain McLaren       | + 43"     |
| 4                   | Domenico Pozzovivo  | NTT Pro Cycling       | + 57"     |
| 5                   | Vincenzo Nibali     | Trek-Segafredo        | + 1'01"   |
| 6                   | Patrick Konrad      | BORA-hansgrohe        | + 1'15"   |
| 7                   | Jai Hindley         | Team Sunweb           | + 1'19"   |
| 8                   | Rafał Majka         | BORA-hansgrohe        | + 1'21"   |
| 9                   | Fausto Masnada      | Deceuninck–Quick-Step | + 1'36"   |
| 10                  | Hermann Pernsteiner | Bahrain McLaren       | + 1'52"   |
|                     |                     |                       |           |
| 18                  | Harm Vanhoucke      | Lotto Soudal          | + 5'42"   |

## Opgaves
1e etappe ·
2e etappe ·
3e etappe ·
4e etappe ·
5e etappe ·
6e etappe ·
7e etappe ·
8e etappe ·
9e etappe ·
10e etappe ·
11e etappe ·
12e etappe ·
13e etappe ·
14e etappe ·
15e etappe ·
16e etappe ·
17e etappe ·
18e etappe ·
19e etappe ·
20e etappe ·
21e etappe
Startlijst · Eindstanden · Afbeeldingen